# Honda N360
La Honda N360 è una piccola autovettura con motore e trazione anteriore, carrozzeria due volumi e quattro posti, che fu costruita e venduta dalla Honda dal marzo 1967 al 1972 in conformità con le normative giapponesi sulle kei car.
Dopo il restyling del gennaio 1970, la N360 fu denominata NIII360 e continuò ad essere prodotta fino al giugno del 1972. Una versione di maggiore cilindrata, la N600, fu commercializzata fino al 1973. Come dimensioni esterne tutte le versioni rispettavano le normative delle kei car, mentre le cilindrate 401 e 598 cm³ superavano i limiti di cubatura previsti ed erano in gran parte destinate ai mercati stranieri.

## Il contesto
La N360 era un prodotto completamente nuovo, e non condivideva la struttura con nessun modello preesistente. Con la N360, Honda entrava in un segmento di mercato per lei inedito con un prodotto affidabile ed economico, molto appetibile per il mercato privato, mentre le roadster (come la S500) e i veicoli commerciali (come la L700) erano rivolti a settori più specifici.
Nel naming della N360 e delle sue varianti, Honda utilizzò il prefisso "N", da "norimono" (in giapponese "veicolo") per distinguere la produzione di autovetture da quella delle motociclette.

## Versioni

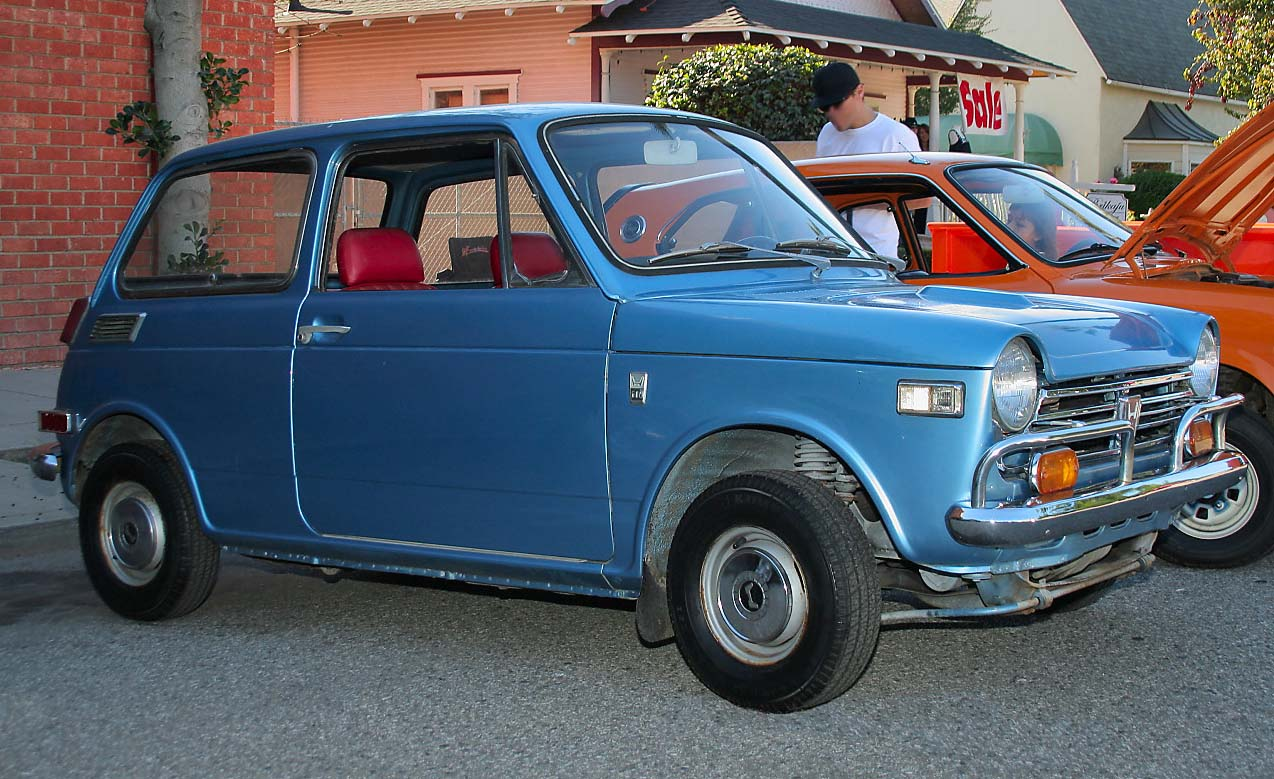
1970 Honda N600 (US)

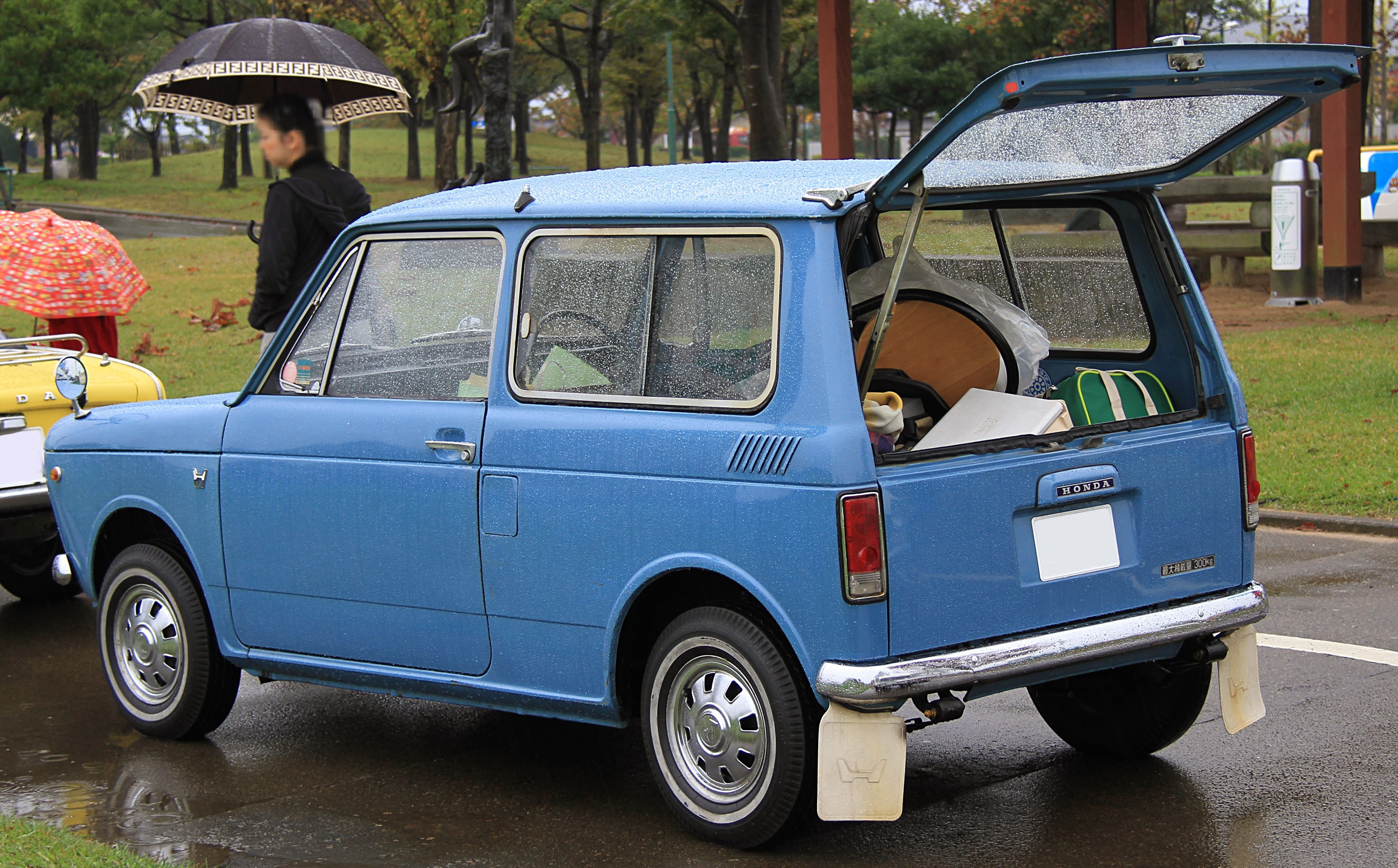
1967 Honda LN360

Honda commercializzò come N360 la berlina a due porte, mentre la versione a tre porte (considerata un veicolo commerciale, "Light van") fu chiamata LN360 e arrivò a giugno del 1967; aveva il portellone posteriore diviso orizzontalmente in due parti e la parte posteriore della carrozzeria squadrata per massimizzare la capacità di carico. Il motore era lo stesso della berlina. Con l'aggiornamento del 1970 fu rinominata LNIII360 e fu prodotta fino al 1971, sostituita dalla Life Van.
Il motore più piccolo della N360 era un bicilindrico 4 tempi raffreddato ad aria di 354 cm³ e 31 cv (23 kW). Lo stesso propulsore equipaggiava la Honda Vamos.
Le specifiche tecnologiche del motore riflettevano gli sforzi ingegneristici derivanti dallo sviluppo della più grande Honda 1300, dotata di un motore raffreddato ad aria di 1300 cm³, una delle principali differenze con la successiva Honda Life, dotata invece di raffreddamento a liquido, più adatto a soddisfare i nuovi standard sulle emissioni in vigore in Giappone.
Nell'ottobre 1968 si aggiunse un motore potenziato da 36 cv (27 kW) per la N360 TS, che fu venduta come N360 Touring a seguito di un piccolo aggiornamento nel gennaio 1969, poi ulteriormente aggiornata come N II.
Dalla fine dell'estate del 1968 fu prodotta con un motore di 401,54 cm³ la versione N400, venduta in alcuni mercati esteri generalmente come N400 L, con un equipaggiamento migliore. Nell'agosto dello stesso anno 1968, la N360AT equipaggiata con Hondamatic fu la prima kei car dotata di cambio automatico.
La versione N600 con motore più grande è stata sviluppata per mercati come gli Stati Uniti d'America e l'Europa; commercializzata negli Stati Uniti nel 1969, fu la prima automobile Honda ad esservi ufficialmente importata, con 45 cv (34 kW) quindi nel 1972 con 36 cv (27 kW), anno in cui ne cessò la vendita sostituita dalla Honda Civic.
Le N600 e TN360 furono le prime auto Honda ad essere assemblate fuori dal Giappone con la produzione a Taiwan a partire dal 1969.